# Ronde van Italië voor vrouwen 2011
De Ronde van Italië voor vrouwen 2011 (Italiaans: Giro Donne 2011) werd verreden van vrijdag 1 juli tot en met zondag 10 juli in Italië. Het was de 22e editie van de rittenkoers. De ronde telde tien etappes, inclusief een tijdrit op de laatste dag.
De ronde werd gewonnen door de Nederlandse Marianne Vos. Zij won vijf van de tien etappes. Tweede werd de Britse Emma Pooley, die één etappe won. De Amerikaanse titelverdedigster Mara Abbott werd 10e in het algemeen klassement. Vos reed op één etappe na alle dagen in het roze en won bovendien de paarse puntentrui en de groene trui voor het bergklassement.

## Ploegen
| Nrs.  | Code | Ploeg                          |
| ----- | ---- | ------------------------------ |
| 1-8   | DPZ  | Diadora-Pasta Zara-Manhattan   |
| 11-18 | NLB  | Nederland Bloeit               |
| 21-28 | GAU  | Gauss                          |
| 31-38 | LNL  | AA Drink-leontien.nl           |
| 41-48 | NLD  | Nederland (nationale selectie) |
| 51-58 | HPU  | Hitec Products-UCK             |
| 61-68 | TCW  | HTC-Highroad Women             |
| 71-78 | MIC  | S.C. Michela Fanini Rox        |
| 81-88 | TOG  | Top Girls Fassa Bortolo        |

| Nrs.    | Code | Ploeg                      |
| ------- | ---- | -------------------------- |
| 91-98   | VAI  | Vaiano-Solaristech         |
| 101-108 | FCL  | Forno d'Asolo-Colavita     |
| 111-118 | MCG  | MCipollini-Giambenini      |
| 121-127 | LHT  | Lotto-Honda Team           |
| 131-138 | BPD  | Bizkaia-Durango            |
| 141-148 | CWT  | Team Garmin-Cervélo Women  |
| 151-158 | KLT  | Kleo Ladies Team           |
| 161-168 | VLL  | Topsport Vlaanderen-Ridley |

## Etappe-overzicht
| Etappe | Datum   | Start                  | Finish                 | Afstand  | Winnaar             | klassementsleider |
| ------ | ------- | ---------------------- | ---------------------- | -------- | ------------------- | ----------------- |
| 1e     | 1 juli  | Rome                   | Velletri               | 86 km    | Marianne Vos        | Marianne Vos      |
| 2e     | 2 juli  | Pescocostanzo          | Pescocostanzo          | 91 km    | Shara Gillow        | Shara Gillow      |
| 3e     | 3 juli  | Potenza Picena         | Fermo                  | 104,3 km | Marianne Vos        | Marianne Vos      |
| 4e     | 4 juli  | Forlimpopoli           | Forlì                  | 101 km   | Ina-Yoko Teutenberg | Marianne Vos      |
| 5e     | 5 juli  | Altedo                 | Verona                 | 129 km   | Nicole Cooke        | Marianne Vos      |
| 6e     | 6 juli  | Fontanellato           | Piacenza               | 128 km   | Marianne Vos        | Marianne Vos      |
| 7e     | 7 juli  | Rovato                 | Grosotto               | 122 km   | Marianne Vos        | Marianne Vos      |
| 8e     | 8 juli  | Teglio                 | Valdidentro            | 70 km    | Emma Pooley         | Marianne Vos      |
| 9e     | 9 juli  | Agliè                  | Ceresole Reale         | 114,8 km | Marianne Vos        | Marianne Vos      |
| 10e    | 10 juli | San Francesco al Campo | San Francesco al Campo | 16 km    | Ina-Yoko Teutenberg | Marianne Vos      |
| Totaal | Totaal  | Totaal                 | Totaal                 | 976,3    |                     |                   |

## Etappe-uitslagen

### 1e etappe
| Vrijdag 1 juli: Rome - Velletri (86 km) |                     |                    |          |
| Plaats                                  | Naam                | Ploeg              | Tijd     |
| Winnaar                                 | Marianne Vos        | Nederland Bloeit   | 2u11'56" |
| 2                                       | Ina-Yoko Teutenberg | HTC-Highroad Women | +00' 01" |
| 3                                       | Emma Johansson      | Hitec Products-UCK | z.t.     |

### 2e etappe
| Zaterdag 2 juli: Pescocostanzo - Pescocostanzo (7,2 km) |                |                      |          |
| Plaats                                                  | Naam           | Ploeg                | Tijd     |
| Winnaar                                                 | Shara Gillow   | Bizkaia-Durango      | 2u37'48" |
| 2                                                       | Sharon Laws    | Garmin-Cervélo Women | z.t.     |
| 3                                                       | Sylwia Kapusta | Gauss                | +00' 10" |

### 3e etappe
| Zondag 3 juli: Potenza Picena - Fermo (104,3 km) |              |                      |          |
| Plaats                                           | Naam         | Ploeg                | Tijd     |
| Winnaar                                          | Marianne Vos | Nederland Bloeit     | 2u58'04" |
| 2                                                | Emma Pooley  | Garmin-Cervélo Women | +00' 19" |
| 3                                                | Judith Arndt | HTC-Highroad Women   | +02' 50" |

### 4e etappe
| Maandag 4 juli: Forlimpopoli - Forlì (101 km) |                     |                        |          |
| Plaats                                        | Naam                | Ploeg                  | Tijd     |
| Winnaar                                       | Ina-Yoko Teutenberg | HTC-Highroad Women     | 1u51'50" |
| 2                                             | Giorgia Bronzini    | Forno d'Asolo-Colavita | z.t.     |
| 3                                             | Monia Baccaille     | MCipollini-Giambenini  | z.t.     |

### 5e etappe
| Dinsdag 5 juli: Altedo - Verona (129 km) |                     |                       |          |
| Plaats                                   | Naam                | Ploeg                 | Tijd     |
| Winnaar                                  | Nicole Cooke        | MCipollini-Giambenini | 3u07'15" |
| 2                                        | Marianne Vos        | Nederland Bloeit      | +00' 04" |
| 3                                        | Ina-Yoko Teutenberg | HTC-Highroad Women    | z.t.     |

### 6e etappe
| Woensdag 6 juli: Fontanellato - Piacenza (128 km) |                     |                        |          |
| Plaats                                            | Naam                | Ploeg                  | Tijd     |
| Winnaar                                           | Marianne Vos        | Nederland Bloeit       | 3u14'07" |
| 2                                                 | Giorgia Bronzini    | Forno d'Asolo-Colavita | z.t.     |
| 3                                                 | Ina-Yoko Teutenberg | HTC-Highroad Women     | z.t.     |

### 7e etappe
| Donderdag 7 juli: Rovato - Grosotto (122 km) |                 |                       |          |
| Plaats                                       | Naam            | Ploeg                 | Tijd     |
| Winnaar                                      | Marianne Vos    | Nederland Bloeit      | 3u39'00" |
| 2                                            | Tatiana Guderzo | MCipollini-Giambenini | +01' 13" |
| 3                                            | Lucinda Brand   | AA Drink-leontien.nl  | +01' 21" |

### 8e etappe
| Vrijdag 8 juli: Teglio - Valdidentro (70 km) |              |                      |          |
| Plaats                                       | Naam         | Ploeg                | Tijd     |
| Winnaar                                      | Emma Pooley  | Garmin-Cervélo Women | 2u25'45" |
| 2                                            | Marianne Vos | Nederland Bloeit     | z.t.     |
| 3                                            | Ruth Corset  | Bizkaia-Durango      | +01' 29" |

### 9e etappe
| Zaterdag 9 juli: Sarnico - Bergamo (106,9 km) |              |                      |          |
| Plaats                                        | Naam         | Ploeg                | Tijd     |
| Winnaar                                       | Marianne Vos | Nederland Bloeit     | 3u12'03" |
| 2                                             | Emma Pooley  | Garmin-Cervélo Women | +00' 12" |
| 3                                             | Judith Arndt | HTC-Highroad Women   | +00' 22" |

### 10e etappe (ITT)
| Zondag 10 juli: San Francesco al Campo - San Francesco al Campo (16 km) |                     |                    |          |
| Plaats                                                                  | Naam                | Ploeg              | Tijd     |
| Winnaar                                                                 | Ina-Yoko Teutenberg | HTC-Highroad Women | 22'17"   |
| 2                                                                       | Emma Johansson      | Hitec Products-UCK | +00' 10" |
| 3                                                                       | Marianne Vos        | Nederland Bloeit   | +00' 15" |

## Eindklassementen
| Plaats    | Naam              | Ploeg                 | Tijd      |
| --------- | ----------------- | --------------------- | --------- |
| Roze trui | Marianne Vos      | Nederland Bloeit      | 25u42'40" |
| 2         | Emma Pooley       | Garmin-Cervélo Women  | +03' 16"  |
| 3         | Judith Arndt      | HTC-Highroad Women    | +08' 15"  |
| 4         | Tatiana Guderzo   | MCipollini-Giambenini | +09' 09"  |
| 5         | Tatiana Antoshina | Gauss                 | +12' 46"  |
| 6         | Ruth Corset       | Bizkaia-Durango       | +12' 58"  |
| 7         | Emma Johansson    | Hitec Products-UCK    | +14' 15"  |
| 8         | Sylwia Kapusta    | Gauss                 | +14' 26"  |
| 9         | Shara Gillow      | Bizkaia-Durango       | +15' 48"  |
| 10        | Mara Abbott       | Diadora-Pasta Zara    | +16' 29"  |

| Plaats      | Naam                | Ploeg              | Punten |
| ----------- | ------------------- | ------------------ | ------ |
| Paarse trui | Marianne Vos        | Nederland Bloeit   | 111    |
| 2           | Ina-Yoko Teutenberg | HTC-Highroad Women | 66     |
| 3           | Judith Arndt        | HTC-Highroad Women | 50     |

| Plaats      | Naam         | Ploeg                | Punten |
| ----------- | ------------ | -------------------- | ------ |
| Groene trui | Marianne Vos | Nederland Bloeit     | 54     |
| 2           | Emma Pooley  | Garmin-Cervélo Women | 53     |
| 3           | Judith Arndt | HTC-Highroad Women   | 22     |

| Plaats     | Naam                 | Ploeg                   | Tijd      |
| ---------- | -------------------- | ----------------------- | --------- |
| Witte trui | Elena Berlato        | Top Girls Fassa Bortolo | 26u00'48" |
| 2          | Lucinda Brand        | AA Drink-leontien.nl    | +06' 59"  |
| 3          | Elisa Longo Borghini | Top Girls Fassa Bortolo | +10' 29"  |

| Plaats      | Naam             | Ploeg                   | Tijd      |
| ----------- | ---------------- | ----------------------- | --------- |
| Blauwe trui | Tatiana Guderzo  | MCipollini-Giambenini   | 25u51'49" |
| 2           | Elena Berlato    | Top Girls Fassa Bortolo | +08' 59"  |
| 3           | Fabiana Luperini | MCipollini-Giambenini   | +11' 19"  |